# Premier League (Botswana)
Premier League (Botswana)  (în trecut cu numele MLO Cup), este primul eșalon din sistemul competițional fotbalistic din Botswana. 

## Echipele sezonului 2010-2011
- Botswana Defence Force XI Matebele a mantshonyana (Gaborone)
- Botswana Meat Commission FC Ezinkomo, Matutsi aa palo potana (Lobatse)
- Mochudi Centre Chiefs Magosi, Ma apara nkwe (Mochudi)
- ECCO City Green Mamoja diski (Francistown)
- Extension Gunners Mapantsula (Lobatse)
- Gaborone UnitedMașina de bani (Gaborone)
- Killer Giants Sebatana (Ramotswa)
- Miscellaneous (Serowe)
- Motlakase FC Chooka Chooka(Palapye)
- Nico United Majombolo (Selibe-Pikwe)
- Notwane FC Toronto, Sechaba (Gaborone)
- Police XI Regii junglei (Otse)
- TAFIC Matjimenyenga, UNdipe ndi kupe (Francistown)
- TASC FC The TangoBoys (Francistown)
- Township Rollers Mapalasitina, Popa Popa, Oamenii fericiți (Gaborone)
- Uniao Flamengo Santos FC Sfinții (Gabane)

### Retrogradate în sezonul 2009-2010
- Boteti Young Fighters (Orapa)
- Jwaneng Comets Magakabe (Jwaneng)

## Campioane
| - 1966: necunoscut - 1967: Gaborone United - 1968: necunoscut - 1969: Gaborone United - 1970: Gaborone United - 1971: necunoscut - 1972: necunoscut - 1973: necunoscut - 1974: necunoscut - 1975: necunoscut - 1976: necunoscut - 1977: necunoscut - 1978: Notwane PG - 1979: Township Rollers - 1980: Township Rollers - 1981: Botswana Defence Force XI - 1982: Township Rollers - 1983: Township Rollers - 1984: Township Rollers | - 1985: Township Rollers - 1986: Gaborone United - 1987: Township Rollers - 1988: Botswana Defence Force XI - 1989: Botswana Defence Force XI - 1990: Gaborone United - 1991: Botswana Defence Force XI - 1992: LCS Extension Gunners - 1993: LCS Extension Gunners - 1994: LCS Extension Gunners - 1995: Township Rollers - 1996: Notwane PG - 1997: Botswana Defence Force XI - 1998: Notwane PG - 1999: Mogoditshane Fighters - 2000: Mogoditshane Fighters - 2001: Mogoditshane Fighters - 2002: Botswana Defence Force XI - 2003: Mogoditshane Fighters | - 2004: Botswana Defence Force XI - 2005: Township Rollers - 2006: Police XI - 2007: ECCO City Green - 2008: Mochudi Centre Chiefs - 2009: Gaborone United - 2010: Township Rollers |  |

## Topscorers
| An   | Golgeter                                | Echipă                    | Goluri |
| 2006 | Malepa "Chippa" Bolelang                | ECCO City Green           | 24     |
| 2007 | Pontsho ‘Piro’ Moloi                    | Centre Chiefs             | 22     |
| 2008 | Master Masitara Jerome JJ Ramatlhakwane | Nico United Centre Chiefs | 18     |
| 2009 | Master Masitara                         | Nico United               | 27     |

## Jucătorul sezonului din Botswana
| An   | Jucătorul sezonului        | Echipă           |
| 2006 | Moemedi "Jomo" Moatlhaping | Township Rollers |
| 2007 | Malepa "Chippa" Bolelang   | ECCO City Green  |
| 2008 | Oteng "Limkokwing" Moalosi | Centre Chiefs    |
| 2009 | Joel Phetogo               | Gaborone United  |